# Tone Stojko
Tone Stojko, slovenski fotograf, * 10. oktober 1947, Strezetina.

## Življenjepis
Prvih deset let preživi pri stari mami in zato prve razrede osnovne šole obiskuje v Humu pri Ormožu. Šele kot desetletnik se priseli k mami v Maribor na Lent, od koder se je oče medtem že odselil in emigriral ter z njim ni imel stikov. Na Lentu se druži s pesnikom Andrejem Brvarjem. Kot mladostnika pišeta oba socialno protestno poezijo, za katero snov jemljeta iz svojega bivalnega okolja.
Kot odličnjak se po osnovni šoli vpiše na Srednjo tehniško šolo v Mariboru, kjer se seznani z delovanjem radijske in elektronske opreme, kar ga vodi na radio Maribor, kjer ima tudi oddajo o rocku za mlade. Leta 1964 postane štipendist RTV Slovenija (takrat še RTV Ljubljana).
Študiral je novinarstvo na Visoki šoli za sociologijo, politične vede in novinarstvo v Ljubljani. Ob študiju si služi honorar kot asistent kamere in telekina, kjer se začne njegova fascinacija s svetom gledališča in gledališko fotoreportažo. Leta 1984 je prejel Nagrado Prešernovega sklada za razstavo gledaliških fotografij v letu 1983.
Proslavi se kot fotoreporter, ki je dokumentiral ključne trenutke v poznih 80. letih, ki so vodili k osamosvojitvi Slovenije. Po pričanju glede uboja avstrijskih fotoreporterjev med 10-dnevno vojno se odloči, da ne bo fotografiral vojne v preostalih delih bivše Jugoslavije.
Prodok teater TV, ki ga vodi s sinom, ima v lasti nad 700 videoposnetkov gledaliških predstav in še več fotografij le-teh.
Je tudi avtor novel in več knjig svojih fotografij.
Žena je pevka Neca Falk, sin je bmx kolesar Simon Stojko Falk.